# Morgan Aero SuperSports
Morgan Aero SuperSports — спортивний автомобіль класу гран-турізмо британської компанії Morgan Motor Company, що був презентований 2009 до 100-річчя заснування компанії.

## Технічні дані

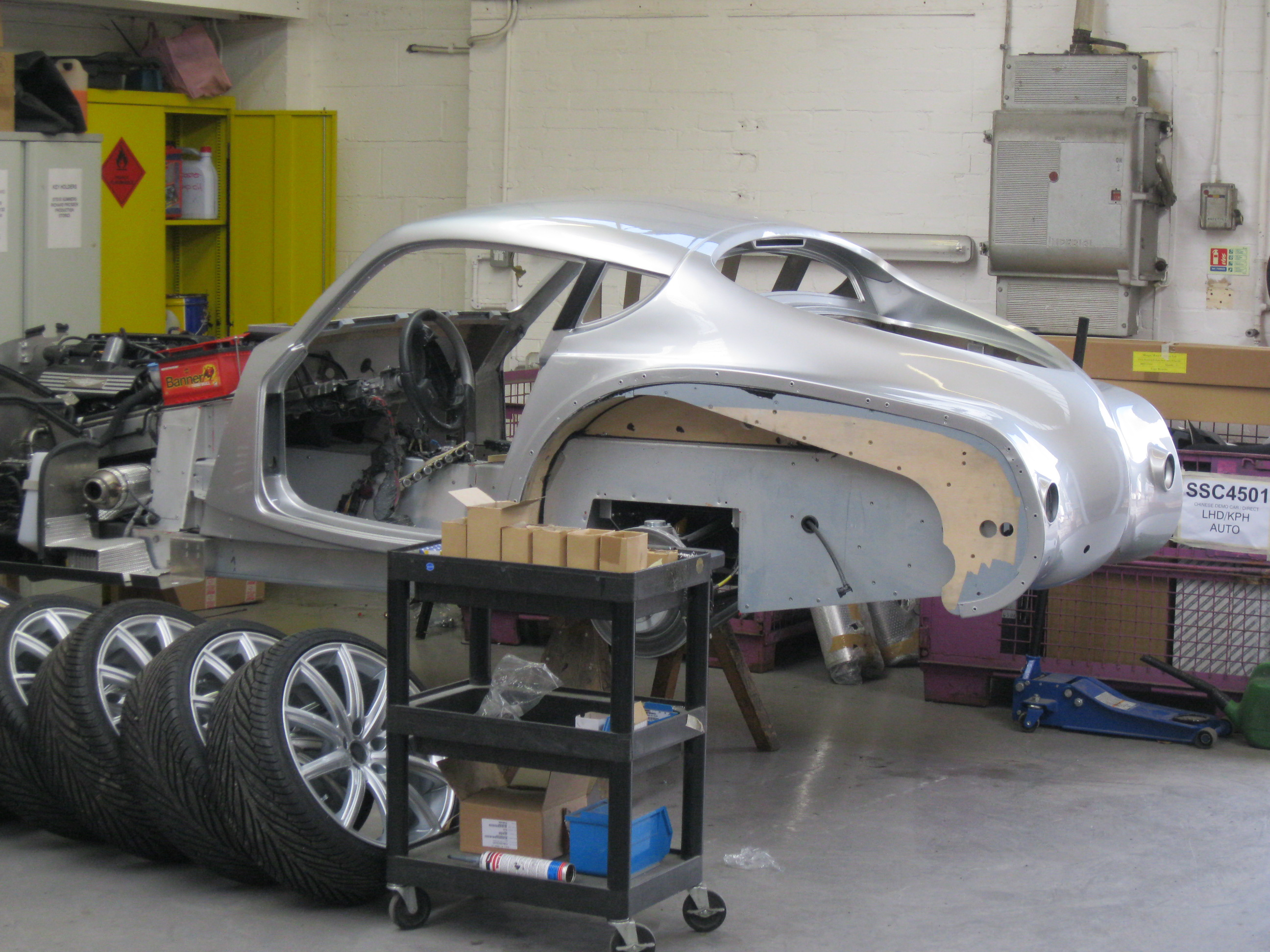
Кузов Morgan Aero SuperSports. Видно каркас з дерева

Morgan Aero SuperSports презентували 2009 на автосалоні Pebble Beach Car Show у Каліфорнії. Модель розробили і зібрали за 4 місяці на базі модифікації Aero SuperSports моделі Morgan Aero 8, з якої використали мотор і ходову частину, та Morgan Aeromax, кузов якої отримав змінену задню частину (схожу на зад GT3 без спойлера) і з'ємний дах з двох алюмінієвих частин. Було виготовлено і продано близько 200 авто за ціною 167.000 €. Модель отримала ксенонові передні фари, задні LEDвогні, дві подушки безпеки з датчиками Siemens, електропривід підняття скла, круїз-контроль, систему контролю тиску і температури шин Pirelli 225/40 ZR 19 (перед), 245/40 ZR 19 (ззаду) на 19-дюймових дисках, кліматконтроль, антиблокувальну систему Robert Bosch GmbH, дискові гальма AP Racing 350 мм передні і 332 мм задні. додатково можна встановлювати систему GPS. Разом з тим кузов моделі має архаїчну конструкцію з алюмінієвою рамою шасі, на яку встановлюють алюмінієвий кузов, зібраний на дерев'яній рамі переважно з ясена.
На модель встановили мотор N 62 BMW з системою впорскування палива, ступенем стискування 10,0:1, розмірами циліндрів 92,0 × 82,7 мм, потужністю 337,6 к.с. (248,3 кВт) при 6100 об/хв з максимальним моментом обертання 450 Нм при 3600 об/хв. Витрата палива на 100 км становить для ручної (автоматичної) коробки передач 16,5 (15,9) л для міста, 8,2 (7,8) л за містом, 11,2 (10,8) л у мішаному циклі. Відповідно прискорення 0-100 км/год виносить 4,5 (4,2) секунди.

## Посилання

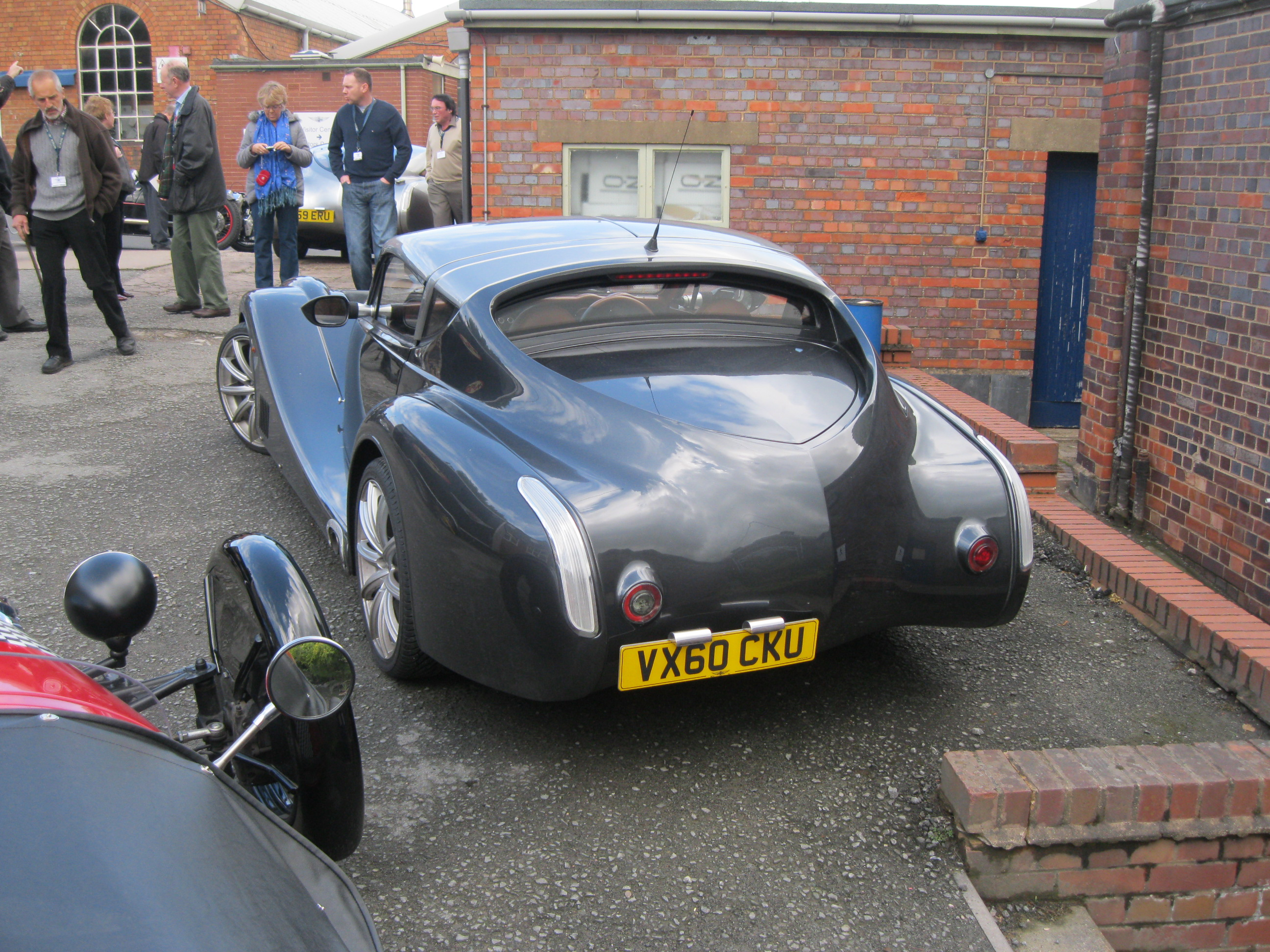
Morgan Aero SuperSports. Задня частина